# David Ezrin
David Ezrin, de son nom complet David Lawrence Ezrin, né le 3 décembre 1966 à Toronto et mort à Los Angeles le 4 décembre 2008, est un musicien nord-américain. 
David Ezrin fut le claviériste et un des compositeurs attitrés de Lita Ford. Il était le fils du légendaire producteur Bob Ezrin.